# Mangham, Louisiana
Mangham, Louisiana (енгл. Mangham) град је у америчкој савезној држави Луизијана.

## Демографија
По попису из 2010. године број становника је 672, што је 77 (12,9%) становника више него 2000. године.
| Група             | 2000.       | 2010.       |
| Белци             | 348 (58,5%) | 383 (57,0%) |
| Афроамериканци    | 237 (39,8%) | 280 (41,7%) |
| Азијати           | 1 (0,2%)    | 0 (0,0%)    |
| Хиспаноамериканци | 8 (1,3%)    | 11 (1,6%)   |
| Укупно            | 595         | 672         |